# Diskografie Nuclear Assault
Zde je uvedena diskografie americké thrashmetalové skupiny Nuclear Assault.

## Studiová alba
- 1986: Game Over
- 1988: Survive
- 1989: Handle with Care
- 1991: Out of Order
- 1993: Something Wicked
- 2005: Third World Genocide

## Živá alba
- 1992: Live at the Hammersmith Odeon
- 2003: Alive Again

## Kompilace
- 1991: Game Over/The Plague
- 1995: Assault & Battery

## Demo nahrávky
- 1984: Nuclear Assault (Demo)
- 1984: Good Times Bad Times (Demo)
- 1985: Live, Suffer, Die (Demo)

## EP
- 1986: Brain Death (EP)
- 1987: The Plague (EP)
- 1988: Fight to be Free (EP)

## VHS/DVD
- 1987: Radiation Sickness (VHS/DVD)
- 1989: Handle With Care European Tour '89 (VHS)
- 2006: Louder Harder Faster (DVD)